# Wy-dit-Joli-Village
Wy-dit-Joli-Village is een gemeente in het Franse departement Val-d'Oise (regio Île-de-France) en telt 340 inwoners (2008). De plaats maakt deel uit van het arrondissement Pontoise.

## Geografie
De oppervlakte van Wy-dit-Joli-Village bedraagt 8,5 km², de bevolkingsdichtheid is 40 inwoners per km².

## Geschiedenis
De naam Wy komt van het Latijnse vicus (wijk); dit werd Vuic, Vvic en ten slotte Wy. De bijnaam zou op verzoek gegeven zijn door Henri IV. Er werd gezegd dat hij het een mooi dorp vond (dit joli village).
Omstreeks 585 zou Sint-Romain er geboren zijn. Hij zou er, volgens de legende, een bron hebben laten ontspringen die heilzame krachten had voor de ogen. Deze bron was lange tijd een plaats van bedevaart. De door Saint-Romain gestichte O.L.V. kerk dateert uit de 11e-13e eeuw; de parochie was afhankelijk van de abdij Sint-Maarten van Pontoise.
Wy behoorde in de 16e eeuw aan de heren van Hazeville en het kapittel van Rouen. Er was in die tijd ook een actieve haard van het calvinisme in het gehucht Enfer (Hel) en op het kasteel van Hazeville.
De onderstaande kaart toont de ligging van Wy-dit-Joli-Village met de belangrijkste infrastructuur en aangrenzende gemeenten.

## Demografie
Onderstaande figuur toont het verloop van het inwonertal (bron: INSEE-tellingen).